# Now that you got it
«Now That You Got It» es una canción pop, escrita por Sean Garrett y Gwen Stefani para el segundo álbum de estudio de Gwen Stefani, The Sweet Escape (2006) como cuarto sencillo. La canción cuenta con la colaboración musical de Damian Marley con mezclas de Reggae. El sencillo fue lanzado el 17 de septiembre del 2007.
la canción remix con Damian Marley, fue lanzada a la radio el 20 de agosto de 2007 en Latinoamérica y noerteamerica. Interscope decidió sacar dos sencillos paralelos, Early Winter es el sencillo paralelo de Now That You Got It.

## Listas de canciones
| Enhanced Maxi CD single 1. "Now That You Got It" (album version) 2. "Now That You Got It" (remix) (featuring Damian Marley) 3. "Now That You Got It" (single version) (featuring Damian Marley) 4. "Now That You Got It" (video) | Australian CD single 1. "Now That You Got It" (album version) - 3:01 2. "Now That You Got It" (remix) (featuring Damian Marley) - 3:27 3. "Now That You Got It" (single version) (featuring Damian Marley) - 3:08 |  |

| 12" vinyl single - Side A 1. "Now That You Got It" (single version) (featuring Damian Marley) 2. "Now That You Got It" (album version) 3. "Now That You Got It" (instrumental) - Side B 1. "Now That You Got It" (remix) (featuring Damian Marley) 2. "Now That You Got It" (dub) | Promo Sencillo en CD 1. "Now That You Got It" (album version) - 3:01 2. "Now That You Got It" (single version) (featuring Damian Marley) - 3:08 Maxisencillo en CD 1. "Now That You Got It" (album version) - 3:01 2. "Now That You Got It" (remix) (featuring Damian Marley) - 3:27 |

## Video
El video es algo similar a Underneath It All, cuando canta Lady Saw. Sale Gwen y las Harajuku Girls en motos, siendo perseguidas. Otra imagen del video, es Damian Marley, aparece cantando con Gwen en un muro. Aparece con un vestuario similar al del tour. Gwen sale con una gorra similar a la que 
se ponía en las presentaciones durante Tragic Kingdom Tour  VER PARTE DEL VIDEO

## Posicionamiento
| Listas (2007)                   | Posición |
| ------------------------------- | -------- |
| South African Singles Chart     | 5        |
| Australian ARIA Urban Chart     | 9        |
| UK 1Xtra RnB Chart              | 9        |
| European Top 20                 | 10       |
| Norwegian Singles Chart         | 17       |
| New Zealand Singles Chart       | 21       |
| Costa Rica Top 40 Singles Chart | 24       |
| Italian Singles Chart           | 26       |
| Panama Top 40 Singles           | 28       |
| Romanian Top 100                | 32       |
| Australian ARIA Singles Chart   | 37       |
| UK Singles Chart                | 59       |
| Austrian Singles Chart          | 60       |
| German 100 Singles Chart        | 73       |

### 2007
| \| País (2007) \| Posición \| \| ----------------------- \| -------- \| \| Australia Urban Singles \| 44[8] \| |          |
| País (2007) | Posición |
| Australia Urban Singles                                                                                        | 44       |